# Alicia Witt
Alicia Roanne Witt (Worcester, 21 de agosto de 1975) é uma atriz, cantora e compositora norte-americana.
Fez sua estreia em 1984 como Alia, no clássico filme de ficção científica de David Lynch, Duna (1984). Aos catorze anos terminou o ensino médio e se mudou para Los Angeles para seguir carreira.

## Biografia
Ela nasceu em Worcester, Massachusetts, filha de Diane (Pietro), uma professora de teatro e Robert Witt, um fotógrafo e professor de ciências. Seus ancestrais incluem irlandeses, italianos, franco-canadenses, poloneses e ingleses.
Cantora e compositora, estuda piano clássico desde os cinco anos. Apresentou-se tocando piano pelo mundo todo, e abriu os shows de Ben Folds Five, Jimmy Webb e John Fullbright. Seu primeiro EP foi lançado no iTunes em 2009 e seu primeiro álbum completo, "Live at Rockwood", foi gravado no Rockwood Music Hall em Nova Iorque, foi lançado em sua turnê nacional em 2012. Apresentou-se como convidada musical no canal CBS no show The Late Late Show com Craig Ferguson, em 2005.

## Carreira
Em 1994 foi aclamada pela crítica por sua atuação emFun (1994), que estreou no Sundance Film Festival. O filme dirigido por Rafal Zielinski, uma estória sobre duas jovens perturbadas que em busca de diversão cometem assassinatos. Recebeu o prêmio "Reconhecimento Especial do Júri" no Festival de Sundance e uma indicação ao Independent Spirit Award. Em 1998, ela estrelou filme de horror da Columbia Tristar, Lenda Urbana (1998). 
Na televisão fez aparições na série da HBO, Família Soprano (1999), e no seriado Ally McBeal: Minha Vida de Solteira (1997), no qual ela cantou em frente Randy Newman. Atuou por quatro temporadas, como a filha de Cybill Shepherd "Zoey", na CBS comédia, Cybill (1995).
Combinando seus talentos de atuação, com suas habilidades como pianista, na comédia romântica, Playing Mona Lisa (2000). Por este papel, ela ganhou o Prêmio de Melhor Atriz no os [US Comedy Arts Festival]. David Lynch escalou-a pra a série de televisão Twin Peaks (1990), no papel de Gersten Hayward, uma papel escrito especificamente para ela. e na sua trilogia Quarto de Hotel (1993) da HBO, onde ela interpreta uma jovem mulher com um distúrbio de personalidade múltipla, oposta a Crispin Glover.
Atuou também As Férias da Minha Vida (2006) da Paramount , com Queen Latifah e Timothy Hutton. Ela também contracenou com Joan Allen, Kevin Costner, Erika Christensen, Evan Rachel Wood e Keri Russell no filme aclamado pela crítica, A Outra Face da Raiva (2005) da New Line, que estreou no Sundance Film Festival. Ela também é conhecida por seu papel na comédia romântica Amor à Segunda Vista (2002) da Warner Bros, ao lado de Hugh Grant e Sandra Bullock.
Apresentou-se no outono de 2006 no palco do Royal Court Theatre em Londres. Ela fez sua estréia na West End com Neil LaBute, The Shape of Things. Ela também foi visto no palco em "Dissonance" no Williamstown Theatre Festival. Em abril de 2013, Alicia apresentou no 24 Hour Musicals off-Broadway, pela terceira vez. Previamente ela tinha feito um estágio nos 24 Hour Plays na Broadway e no West End.
Alicia fez sua estréia na direção com o curta-metragem,Belinda's Swan Song, que ela também escreveu. O filme estreou no Rhode Island International Film Festival 2006 e foi exibido em 9 festivais adicionais ao redor do mundo, incluindo o Los Angeles International Short Film Festival.
Ela também apareceu em Mr. Holland's Opus (1995), ao lado de Richard Dreyfuss, como clarinetista "Gertrude Lang", e Grand Hotel (1995) (Miramax), com Tim Roth, Madonna, e Lili Taylor, e dirigido por Quentin Tarantino, Allison Anders, Robert Rodriguez e Alexandre Rockwell. Ela também foi visto no filme de John Waters, Cecil Bem Demente (2000), com Stephen Dorff e Melanie Griffith, que teve como diretor Cameron Crowe (2001), atuando ao lado de Tom Cruise.
Outros créditos no cinema incluem Mike Figgis 'Liebestraum em Atração Proibida (1991), estrelado por Kevin Anderson; Corpos em movimento, estrelado por Tim Roth e Bridget Fonda; Bongwater com Luke Wilson; Peep World, com Sarah Silverman, Michael C. Halland, Rainn Wilson; The Pond (2010) com David Morse; e Away from Here contracenando com Nick Stahl. Alicia está na 5ª temporada da série, Justified (2010) FX com Timothy Olyphant, no qual ela é Wendy Crowe , a irmã do senhor do crime "Danny Crowe", interpretado por Michael Rapaport. Ela estrelou, ao lado de Peter Bogdanovich e Cheryl Hines, o drama familiar independente Pasadena, em lançamento limitado aos cinemas de 15 de novembro de 2013, ela aparece também nos créditos finais, pela canção que escreveu e co-realizou com Ben Folds. No mesmo mês aparece no filme A Very Merry Mix-Up da Hallmark, no qual ela interpreta uma garota que vai para casa para passar o Natal com seu noivo, pela primeira vez, apenas para descobrir que ela pode ou não ser prestes a se casar com o cara errado; também apareceu no filme Madea Christmas de Tyler Perry, que foi lançado pela Lionsgate em 14 de dezembro de 2013. para completar seu trio de filmes de Natal, Snow Globe Christmas estréia em 17 de dezembro. Além disso, ela aparece na série Betrayal da ABC, como a irmã há muito distante de Sara (interpretado por Hannah Ware, cujo primeiro episódio foi ao ar 10 de novembro
O filme independente I Do que estreou em maio de 2013, após ter sido apresentado em 25 festivais e ganhado 10 prêmios. Alicia tem duas canções apresentadas neste filme, que inclui o single, Do It.
Em 2012, ela fez o filme Cowgirls n' Angels de Samuel Goldwyn com James Cromwell, que estreou no Festival de Cinema de Dallas em 25 de maio de 2012. Ela apareceu na serie Friday Night Lights da NBC, no qual ela reprisa seu papel como a mãe de Becky Cheryl, e retornou na CBS como a pianista cega Rosalind em O Mentalista. Alicia estrelou ao lado de Al Pacino no filme 88 Minutes, dirigido por Jon Avnet onde ela interpreta uma estudante de pós-graduação e assistente do personagem de Al Pacino, um psiquiatra forense, com quem tem uma relação complicada. 
Ela interpretou a detetive Nola Falacci contracenando com Chris Noth em Law & Order: Criminal Intent da NBC por meia temporada e na comédia Two and a Half Men da CBS como professora que virou stripper.

## Filmografia[1]

### Cinema
- Dune (1984) ... Alia
- Bodies, Rest & Motion (1993)
- Fun (1994) ... Bonnie
- Four Rooms (1995) ... Kiva
- Mr. Holland's Opus (1995) ... Gertrude Lang
- Citizen Ruth (1996) ... Cheryl
- Bongwater (1997) ... Serena
- Urban Legend (1998) ... Natalie Simon
- Gen.13 ... Caitlin Fairchild (voz)
- Playing Mona Lisa (2000) ... Claire Goldstein
- Cecil B. Demented (2000) ... Cherish
- Vanilla Sky (2001) ... Libby
- Two Weeks Notice (2002) ... June Carver
- Confessions of an American Girl (2002) ... Barbie
- Dark Kingdom: The Dragon King (2004)...Kriemhild
- The Upside of Anger (2005)...Hadley Wolfmeyer
- Last Holiday (2006) ... Ms. Burns
- Blue Smoke (TV) (2007) ... Catarina Hale
- 88 Minutes (2008) ... Kim Cummings
- Peep World (2010) ... Amy Harrison
- Longlegs (2024)

### Televisão
- Twilight Zone ... Liz
- The Sopranos "D-Girl" ... Amy Safir
- Ally McBeal ... Hope
- Cybill ... Zoe
- Law & Order: Criminal Intent ... Det. Nola Falacci
- Twin Peaks ... Gersten Hayward
- The Mentalist ... Rosalind Harker
- Two and a Half Men ... Mrs. Pasternak
- Person of Interest (2012) ... Connie Wyler
- The Librarians (2014) ... Lucinda McCabe / Morgan le Fay
- The Walking Dead (2016) ... Paula
- The Exorcist (2ª Temporada) - Nicole
- Disjointed 2017 (parte 2 ep.2) - Rosie Moita
- Orange is the new black (7 temporada ) - Zelda
- Supernatural (12 temporada) - Lily Sunder